# Île de South Sentinel
 (avril 2023).
Si vous disposez d'ouvrages ou d'articles de référence ou si vous connaissez des sites web de qualité traitant du thème abordé ici, merci de compléter l'article en donnant les références utiles à sa vérifiabilité et en les liant à la section « Notes et références ».
L'île de South Sentinel fait partie de l’archipel des îles Andaman situé dans le golfe du Bengale.
C'est probablement l'une des îles les plus isolées du monde. Elle est inhabitée mais est parfois utilisée par des expéditions de plongée en raison de son éloignement et de son caractère novateur.

## Géographie
Elle mesure 1,6 km de long du nord-est au sud-ouest et jusqu'à 1 km de large.
Sa surface est de 1,61 km²’et est actuellement inhabitée 
Latitude
10,97722° ou 10° 58' 38" nord
Longitude
92,22103° ou 92° 13' 16" est
Altitude
20 mètres (66 pieds)